# Niendorf (Mecklemburgo-Pomerânia Ocidental)
Niendorf é um município da Alemanha localizado no distrito de Nordwestmecklenburg, estado de Mecklemburgo-Pomerânia Ocidental.
Pertence ao Amt de Schönberger Land.